# Grand Corps Malade
Grand Corps Malade, GCM (произносится «Гран Кор Малад», дословно «Большое Больное Тело»), настоящее имя Фабье́н Марсо́ (род. 31 июля 1977, Ле-Блан-Мениль) — французский слэм-поэт и автор-исполнитель.

## Биография
Фабьен Марсо родился 31 июля 1977 года в Блан-Мениль, в департаменте Сен-Сен-Дени. Его мать — библиотекарь, а отец, Жак Марсо, был коммунистическим активистом, региональным функционером и генеральным секретарём коммун Нуази-ле-Сек и Сен-Дени. Фабьен прожил в Нуази-ле-Сек с родителями и старшей сестрой до 1981 года.
Он получил традиционное образование; вскоре его страстью стал спорт, особенно баскетбол. Со временем Марсо добивается определённых успехов в этом виде спорта; играет за команды Обервилье и Нантер. После окончания среднего образования и получения степени бакалавра он получил диплом DEUG «Sciences et techniques des activités physiques et sportives» (Staps).
16 июля 1997 года, в летнем туристическом лагере, где он работал аниматором, Марсо получил серьёзную травму позвоночника в результате неудачного прыжка в бассейн.
В 1999 году, после длительного восстановления, Фабьен встал на ноги, но был вынужден использовать костыль при ходьбе. Это обстоятельство послужило выбором псевдонима «Grand Corps Malade» (дословный перевод с французского: «Большое больное тело»), под которым он и известен с 2003 года. На выбор псевдонима также повлиял немалый рост Фабьена — 1,94 м.
После травмы он получил диплом по специальности «Спортивный менеджмент» и работал в течение четырёх лет (с 2001 по 2005) на Стад де Франс, в отделе маркетинга.
Женат с декабря 2008 года на Джулии Марсо. Дочь Анис Марсо родилась в октябре 2010 года, сын Яннис родился в августе 2013 года.

## Карьера
Фабьен начал писать стихи в возрасте 15 лет. Он сделал свои первые шаги в качестве слэм-поэта в баре на площади Клиши (фр. place de Clichy) в Париже 23 октября 2003 года, где он читал своё первое произведение — «Кассиопею» (фр. «Cassiopée»). Под псевдонимом Grand Corps Malade он принимал участие во многих «слэм» событиях совместно с Collectif 129H, John Pucc', Chocolat.
В 2004 году он провёл «Slam’Alikoum», фестиваль слэм-поэтов, который проходил раз в месяц в «Café Culturel de Saint-Denis» со своим другом John Pucc'. Он также стал соучредителем «Le Cercle des Poètes sans Instru», в который вошли 7 слэм-поэтов, такие как John Pucc’, Droopy, Techa, The 129H members и сам Фабьен.
Постепенно Марсо приобрёл большую известность в кругах «слэмеров». В 2005 году он выступал на открытии концерта Шеба Мами на Стад де Франс и участвовал в других проектах. В этом же 2005 году его друг S Petit Nico предложил сделать музыкальное сопровождение для стихов Марсо.
Фабьен Марсо записал с французским лейблом AZ свой дебютный альбом, Midi 20, который 26 марта 2006 вышел в топ-10 наиболее продаваемых альбомов во Франции за год. Он также начал грандиозный тур в поддержку альбома, в том числе дал два аншлаговых концерта в La Cigale в Париже. Главным образом благодаря этому успеху, 10 марта 2007 года он выиграл две награды Victoires De La Musique. Он также появился во многих телевизионных шоу.
В 2008 году Grands Corps Malade выпустил свой второй альбом Enfant De La Ville. В том же году он выступил на фестивале Festival d'été international de Québec, что означало его признание во всех франкоязычных странах мира (Франкофонии).
Он также провёл множество семинаров для молодёжи для популяризации слэма в Сен-Дени и в других городах. В результате в ноябре 2008 года был выпущен альбом Génération Slam, состоящий из 9 синглов «слэммэров-любителей».
В 2010 году увидел свет его третий студийный альбом, 3ème temps с песней «Roméo kiffe Juliette» на основе произведения Шекспира.
В 2011 году он выпустил свой сингл «Inch’Allah» с участием Reda Taliani, который стал его крупнейшим успешным синглом.

## Дискография
| Год  | Альбом             | FR | BEL (Wa) | SUI | Сертификация              |
| ---- | ------------------ | -- | -------- | --- | ------------------------- |
| 2006 | Midi 20            | 3  | 4        | 28  |                           |
| 2008 | Enfant de la ville | 2  | 6        | 15  |                           |
| 2010 | 3ème temps         | 3  | 4        | 20  |                           |
| 2013 | Funambule          | 5  | 11       | 34  | SNEP: Золотой диск        |
| 2015 | Il nous restera ça | 5  | 6        | 11  |                           |
| 2018 | Plan B             | 2  | 2        | 4   | SNEP: Платиновый диск     |
| 2020 | Mesdames           | 1  | 1        | 3   | SNEP : 3x Платиновый диск |

Другие работы
- 2009: Midi 20 / Enfant de la ville (A rerelease — 2 CDs) (#189 FRA)
- 2017: Альбом саундтреков фильма Пациенты

#### Синглы
| Year | Single                                       | FR | Album |
| ---- | -------------------------------------------- | -- | ----- |
| 2011 | «Inch’Allah» (совм. с Reda Taliani)          | 59 |       |
| 2013 | «Te manquer» (совм. с Sandra Nkaké)          | 47 |       |
| 2014 | «15h du matin» (совм. с John Mamann)         | 50 |       |
| 2020 | «Mais je t'aime» (совм. с Camille Lellouche) | 9  |       |
| 2021 | «Nos plus belles années» (совм. с Kimberose) | 49 |       |

Другие синглы
- 2006: «6e sens»
- 2008: «Les voyages en train»
- 2009: «Enfant de la ville»
- 2009: «Je viens de là»
- 2010: "Education nationale
- 2010: «Roméo kiffe Juliette»
- 2010: «Définitivement»
- 2013: «Funambule»
- 2017: «Au feu rouge»
- 2020: «Mesdames»
- 2020: «Pas essentiel»

Songs featured in:
- 2006: Song «Les trompettes de la renommée» as cover of Georges Brassens in the album Putain de toi
- 2007: Song «Juste une période de ma vie» as duo with Rouda in the album Musique des Lettres
- 2007: In two songs «Le Retour de Joe» and «Thème de Joe» on French band Dionysos album La mécanique du cœur
- 2008: In «Je m'écris» by Kery James featuring Grand Corps Malade & Zaho in Kery James' album À l’ombre du show business
- 2009: Co-wrote «L'ombre et la lumière» with Alana Fillipi on Calogero's album L'Embellie and appeared on a duet of the song with Calogero on the album
- 2010: In «Una Terranova» in duo with I Muvrini in the latter’s album Gioia

#### Награды
- 2007: Victoires de la musique[8]
  - получает награду за «Альбом откровение года»
  - получает награду за «Раскрытый артист на сцене»
- 2008: Named «chevalier» at the Ordre des Arts et des Lettres in France[9]
- 2009: Получает награду Премия Феликс за «Франкоязычный художник, самый известный в Квебеке» на гала ADISQ
- 2017: Victoires de la musique
  - получает награду за «оригинальную песню» Mais je t'aime